# Southland
Southland, in māori Murihiku ("la parte finale della coda"), è la più meridionale delle regioni della Nuova Zelanda.
Si trova all'estremità inferiore dell'Isola del Sud e conta una popolazione di poco più di 100000 abitanti.
Istituita con la legge di riforma amministrativa del 1989, ingloba il territorio della ex contea di Southland e di altre entità amministrative confinanti, anch'esse soppresse.
Il suo capoluogo è Invercargill.

## Geografia

### Geografia politica
La regione è suddivisa in tre distretti:
- Southland
- Gore
- Invercargill

### Città principali
I centri principali della regione sono: Invercargill, Gore, Lumsden, Winton, Mataura e Te Anau.